# Moulage par centrifugation
Le moulage par centrifugation est un procédé de mise en forme par moulage de pièces en matériaux plastiques et surtout composites sous forme de cylindres creux. Ces matériaux peuvent être à base de thermoplastiques et surtout de thermodurcissables.
Cette méthode est une extrapolation de la fabrication par centrifugation des tuyaux en fonte ou en béton.

## Applications
Les principales applications du moulage par centrifugation sont les suivantes : tubes, tuyaux, cuves, silos et grandes viroles.

## Matières
Les principales résines utilisées dans le moulage par centrifugation sont les polyesters insaturés, les vinylesters et éventuellement les époxydes. Les principales fibres sont les fibres de verre.

## Mode opératoire
Les étapes suivantes constituent le moulage par centrifugation :
- introduction des fibres discontinues et de la résine catalysée ou accélérée dans un moule cylindrique en rotation à basse vitesse ;
- augmentation de la vitesse de rotation du moule pour densifier et débuller la matière : l’imprégnation se fait sous l’effet de la force centrifuge pendant la rotation ;
- durcissement de la résine, éventuellement accélérée par un apport thermique ;
- refroidissement de l'ensemble moule-composite ;
- extraction facile de la pièce du moule grâce au retrait des résines lors de leur durcissement.

## Produit
Dans le cas des matériaux composites et du fait de la force centrifuge, la face extérieure du produit fini est plus lisse et plus riche en renfort que la face intérieure.